# Вознесенский, Александр Алексеевич
Алекса́ндр Алексе́евич Вознесе́нский (5 марта 1898, деревня Головкино, Новосильский уезд, Тульская губерния, Российская империя — 28 октября 1950) — известный советский экономист, деятель науки и культуры. Профессор (1939).

## Биография
Родился в деревне Малиново Новосильского уезда Тульской губернии в семье служащего Алексея Дмитриевича Вознесенского (1863—1917) и Любовь Георгиевны, урожд. Глаголевой (1866—1951). Оба родителя родом из священнических семей.
В семье было четверо детей: Александр, Мария (1901–1950), Николай (1903–1950), Валентина (1905–1996).
Детство провёл в Черни. В 1917 году поступил в Петроградский историко-филологический институт, в 1921 году перешёл на факультет общественных наук университета, который окончил в 1923 году. С 1920 по 1923 годы А.Вознесенский преподавал в средней школе, а с 1923 года — в вузах. В 1927 году вступил в ВКП(б).
Список научных работ невелик, опубликованы они были до середины 1930-х годов, в основном они относятся к разработке теоретико-методологических проблем политической экономии. Его учебные и публичные лекции пользовались популярностью благодаря его ораторским способностям.

Многих удивляет, как это вдруг случилось, что я стал экономистом. Нужно сказать, что некоторый интерес к экономике, к экономическим решениям у меня всегда был. Например, я с большим интересом слушал лекции по политэкономии, которые нам читал на третьем курсе А. А. Вознесенский, в последующем ректор университета, брат известного экономиста, председателя Госплана, члена Политбюро Н. А. Вознесенского. Я часто подходил к нему после лекций с вопросами.— Канторович Л. В. Линейное программирование // Мой путь в науке.
В 1940 году в ЛГУ был создан политико-экономический факультет, деканом которого стал Вознесенский. На следующий год был назначен ректором университета и оставался им до 1947 года. Уже 21 августа 1941 года он возглавил «тройку» по обороне учебного заведения, а весной 1942 года организовал его эвакуацию в Саратов, где по совместительству исполнял обязанности ректора СГУ. Весной 1943 года выступил с докладом «О задачах, характере и перспективах университетского образования». В 1944 году были подписаны смета на ремонт университетских зданий и приказ о создании штаба восстановительных работ. После войны учёный продолжил административную деятельность, за короткое время создав 4 факультета, 12 НИИ, более 40 кафедр, научные вестник и общество.
В 1947 году избран депутатом Верховного совета СССР, в 1948 году назначен министром просвещения РСФСР (1948—1949).
19 августа 1949 года арестован по обвинению в измене Родине, участии в контрреволюционной организации и антисоветской агитации (так называемое «Ленинградское дело»). Расстрелян 28 октября 1950 года в два часа ночи, вместе со своей сестрой, Марией Алексеевной Вознесенской.
Реабилитирован 14 мая 1954 года.
После расстрела Александра Алексеевича были репрессированы члены его семьи, в том числе его мать, Любовь Георгиевна Вознесенская (урожд. Глаголева; 1866—1951), которой было 84 года.
Последние годы в Ленинграде жил на Университетской набережной, 7/9, кв. 49.

## Семья
Старший брат Н. А. Вознесенского.
Сестры:
Вознесенская Мария Алексеевна (1901—1950). В 1937 году арестована по обвинению в том, что была участницей контрреволюционной троцкистско-зиновьевской организации и вместе с мужем, чехом Фёдором Францевичем Визнером (1895—1971), а также двумя малолетними сыновьями — Владимиром (1929—2010) и Евгением (род. 1934) — сослана в Красноярский край. Через полтора года благодаря Н. А. Вознесенскому и А. А. Жданову ссылка была отменена. Арестована и расстреляна по «Ленинградскому делу». На момент ареста в 1949 году была первым секретарем Куйбышевского райкома ВКП(б) в Ленинграде. В 1950-1951 году были арестованы ее муж и сыновья.
Вознесенская Валентина Алексеевна (1905—1996), отбывала наказание вместе с матерью в Туруханском крае. Ее муж, Евсеев Евгений Александрович, был арестован в 1950 году. Освобожден в 1954 году. Также были репрессированы ее сыновья — Михаил и Александр.
1-й брак — Анна Васильевна Судакова (1902—1979),  учительница, служащая «Ленэнерго». Из семьи священника. В 1937 году по приговору Особой тройки при УНКВД по Ленинградской области расстреляли ее отца, Василия Мартемьяновича Судакова (род. 1872).  Анна Васильевна была арестована в 1950 году. Приговор — 10 лет ИТЛ. Освобождена в 1954 году.
- Сын — Лев Александрович Вознесенский (1926—2020). Приговорен ОСО МГБ в 1950 году к 8 годам лагерей. Освобожден и реабилитирован в 1953 году. Политический обозреватель Центрального ТВ, создатель и глава Отдела информации Совета Министров СССР (1988—1991).
- Сын —  Эрнест Александрович Вознесенский (1931—1997). Приговорен ОСО МГБ в 1951 году к 8 годам лагерей. Освобожден и реабилитирован в 1954 году. Экономист, заведующий кафедрой финансов Санкт-Петербургского государственного университета экономики и финансов имени Н. А. Вознесенского.
  - Внук —  Александр Эрнестович Вознесенский (род. 1972). Экономист по образованию. Предприниматель, председатель совета директоров группы компаний Севкабель.

2-й брак (в 1933—1941) — Мироненко Клавдия Николаевна (1903—1993). Осуждена в 1951 году на 5 лет ссылки. Освобождена в 1953 году, реабилитирована.
- Сын — Валерий Александрович Мироненко (1935—2000) — советский и российский учёный-геолог, гидрогеолог, член-корреспондент РАН (1991), специалист в области гидрогеологии и инженерной геологии, лауреат премии имени Ф. П. Саваренского (2004). Был осужден ОСО МГБ СССР 22 марта 1952 года на пять лет ссылки.
- Дочь — Ирина Александровна Вознесенская (род. 1941), кандидат филологических наук[13]. После ареста матери была отправлена в детприемник-распределитель, находившийся в г. Пушкине, затем в детский дом № 32 на 17-й линии Васильевского острова. Находилась там до возвращения из ссылки матери. 
  - Внучка — Анна Александровна Вознесенская (род. 1966) — филолог, генеральный директор образовательной компании «IQ-Consultancy» (ее отец — А.Д.Зисельсон, педиатр, аллерголог, доктор медицинских наук).

3-й брак (гражданская жена) — Евдокия Марковна Косачевская  (1906—1994), историк, работала в ЛГУ. В 1950 году арестована. Приговор — 8 лет ИТЛ. Освобождена в 1953 году.

## Награды
- орден Ленина (21.02.1944)

## Память
Упомянут на Памятнике руководителям Ленинграда и Ленинградской области на Донском кладбище в Москве.